# Liste der uruguayischen Botschafter in Panama
Die Liste der Botschafter Uruguays in Panama stellt einen Überblick über die Leiter der uruguayischen diplomatischen Vertretung in Panama seit dem 22. August 1924 bis heute dar.
| Name                             | Besonderheiten                | Ernennung          | Amtsende          |
| -------------------------------- | ----------------------------- | ------------------ | ----------------- |
| Pedro Erasmo Callorda            |                               | 22. August 1924    |                   |
| Luis Saavedra                    |                               | 11. Januar 1929    |                   |
| Pedro Erasmo Callorda            |                               | 11. September 1945 |                   |
| Ramón Píriz Cohelo               |                               | 28. Oktober 1948   |                   |
| Gustavo Rey Alvarez              |                               | 14. Februar 1951   |                   |
| Félix Polleri Carrió             |                               | 13. August 1954    |                   |
| Félix Polleri Carrió             |                               | 5. Juli 1956       | 2. Juli 1959      |
| Félix Polleri Carrió             |                               | 14. März 1963      |                   |
| Silvio Corradi                   |                               | 7. November 1967   | 18. März 1969     |
| Vidal Angel Aller Pesquera       |                               | 8. Juli 1969       |                   |
| Román Marquine                   |                               | 27. Januar 1970    | 3. August 1971    |
| Jorge Suárez Carballo            |                               | 3. August 1971     | 31. Juli 1973     |
| Alfredo Platas                   |                               | 13. September 1973 |                   |
| Valentín Pablo Sánchez Policella |                               | 31. Mai 1977       | 24. April 1979    |
| Guido Yerlas                     |                               | 24. April 1979     |                   |
| Marcial Hourcade                 |                               | 13. Juli 1982      | 6. April 1984     |
| Alberto Rodríguez Nin            |                               | 27. März 1984      |                   |
| Gastón Sciarra                   | Amtsantritt 2. August 1985    | 9. Juli 1985       |                   |
| Ernesto Martínez Gariazzo        | Amtsantritt 15. November 1990 | 13. November 1990  |                   |
| Alberto Rodríguez Nin            | Amtsantritt 19. März 1996     | 27. Dezember 1995  | 16. Januar 1998   |
| Tabaré Bocalandro                | Amtsantritt 17. Februar 1998  | 29. Dezember 1997  |                   |
| Domingo Schipani                 |                               | 14. Juli 2003      | 31. Dezember 2008 |
| Francisco Purificatti            |                               | 5. Dezember 2008   | 1. Mai 2014       |

Quelle: 